# Orçamento público
Orçamento público é um instrumento de planejamento e execução das finanças públicas. Na atualidade, o conceito está intimamente ligado à previsão das Receitas e à fixação das Despesas públicas. No Brasil, sua natureza jurídica é considerada como sendo de lei em sentido formal, apenas. Isso guarda relação com o caráter meramente autorizativo das despesas públicas ali previstas. O orçamento contém estimativa das receitas e autorização para realização de despesas da administração pública direta e indireta em um determinado exercício que, no Brasil, coincide com o ano civil.

## Orçamento público no Brasil
No Brasil a iniciativa das leis orçamentárias pertence à chefia do Poder Executivo e, portanto é apresentado pela Presidência da República em âmbito federal, pelos Governadores em âmbito estadual e distrital e pelos Prefeitos em âmbito municipal. Em tese, as leis orçamentárias devem ser propostas e debatidas antes do próximo exercício financeiro, quando iniciarão a sua vigência. Não obstante, a prática política tem demonstrado que, muitas vezes, as leis orçamentárias são aprovadas já no ano de sua vigência.
Existem três tipos de leis orçamentárias, conforme dispõe o art. 165 da Constituição Federal: o Plano Plurianual (PPA), a Lei de Diretrizes Orçamentárias (LDO) e a Lei Orçamentária Anual (LOA). Embora sejam três tipos de lei só há um orçamento, contido na Lei Orçamentária Anual. As duas demais leis têm como principal função orientar o planejamento dos gastos à médio prazo (PPA) e adequar metas fiscais e financeiras de curto prazo (LDO). A Lei orçamentária traz o orçamento em si, autorizando os gastos em atividades específicas.

### Plano Plurianual (PPA)
É um plano de médio prazo (quatro anos), por meio do qual se procura ordenar as ações do governo que levem a atingir objetivos estratégicos e metas quantitativas fixados para o período de quatro anos, tanto no federal como nos governos estaduais e municipais.
Nenhum investimento, cuja execução ultrapasse um exercício financeiro, poderá ser iniciado sem prévia inclusão no plano plurianual, sob pena de crime de responsabilidade.

### Lei de Diretrizes Orçamentárias (LDO)
Norteia a elaboração do orçamento anual de forma a adequá-lo às diretrizes e objetivos estabelecidos no Plano Plurianual, restrito ao ano a que se refere. Define as metas em termos de programas.
A Lei de Diretrizes Orçamentárias (LDO) estabelece parâmetros para a aplicação do recurso orçamentário anual, por meio do Plano Plurianual (PPA), para garantir o objetivo-fim, sem prejudicar o controle do Tesouro Nacional. O PPA compreenderá três exercícios do atual mandatário e o primeiro exercício do próximo. Da mesma forma, irá procurar nortear o comportamento da Receita, bem como especificar - em detalhamentos setoriais, indicadores e ações - os gastos da Despesa no mesmo período.

### Lei Orçamentária Anual (LOA)
É o orçamento propriamente dito. O Orçamento Geral da União (OGU) é composto pelo Orçamento Fiscal, o Orçamento de Investimento das Empresas Estatais Federais e o Orçamento da Seguridade Social.
a) Orçamento Fiscal: refere-se aos três poderes (Executivo, Legislativo e Judiciário) e órgãos de administração pública direta e indireta.
b) Orçamento de Investimento das Empresas Estatais Federais: empresas em que o Estado detém a maioria do capital social com direito a voto.
c) Orçamento da Seguridade Social: entidades a ela vinculadas, fundos e fundações mantidas pelo poder público.
Cabe a toda unidade da Administração Pública definir as prioridades de gasto, com algumas limitações (constitucionais ou legais). A Constituição Federal de 1988 preceitua que a iniciativa das leis do PPA, das Diretrizes Orçamentárias e do Orçamento cabe ao Executivo. Assim, os demais Poderes encaminham suas propostas orçamentárias que são consolidadas pelo Executivo que, por sua vez, encaminha o Projeto de Lei ao Legislativo para emendas e aprovação. Nem sempre o orçamento é cumprido à risca, devido a diversos fatores, como arrecadação, pressões políticas (conflitos de interesse), calamidades naturais e comoções internas. Os círculos políticos costumam dizer, pejorativamente, que o orçamento é uma "peça de ficção", isso é um sofisma, já que muitas vezes as receitas públicas disponíveis podem estar vinculadas constitucional ou legalmente. Segundo estudos do Ministério do Planejamento, Orçamento e Gestão (MPOG), perto de 93% do orçamento da União está vinculado a algum programa ou diretriz. Dessa forma, a parcela de despesas discricionárias é bem reduzida.

### Orçamento da Seguridade Social
Uma importante parte do Orçamento é a Seguridade Social. Na Lei Orçamentária Brasileira, tal divisão corresponde a R$ 1.005.077.128.389,00 (um trilhão, cinco bilhões, setenta e sete milhões, cento e vinte e oito mil, trezentos e oitenta e nove reais) de um total de R$ 3.506.421.082.632,00 (três trilhões, quinhentos e seis bilhões, quatrocentos e vinte e um milhões, oitenta e dois mil, seiscentos e trinta e dois reais) de despesas autorizadas (LOA/2018, estabelecida pela Lei Federal Ordinária nº 13.587/2017). [ligação inativa] Assim, quase 1/3 das despesas fixadas na Lei Orçamentária da União no Brasil são destinadas à Seguridade Social. Dessa maneira a doutrina tem destacado que o Orçamento da Seguridade Social é o meio mais efetivo de garantir o acesso à saúde, previdência social e assistência. Tal Orçamento tem sido objeto de análise crítica pela doutrina e por estudiosos. É a maneira efetiva de garantir, financeiramente, com aportes federais, o acesso a direitos e à dignidade. Também os debates acerca do deficit previdenciário devem se atentar para esse Orçamento, que conta com receitas que, obrigatoriamente devem ser encaminhadas a ele, como as contribuições incidentes sobre a receita, faturamento, lucro, importação, folha de salários e remunerações (PIS/COFINS, CSLL, contribuições previdenciárias, etc.), entre outras.

### Princípios orçamentários
Os princípios orçamentários são os seguintes:
- Princípio da universalidade: a Lei orçamentária anual deve trazer em peça única a previsão de todas as receitas, bem como a autorização de todas as despesas da administração direta e indireta, relativamente aos três Poderes e, ainda, da seguridade social.
- Princípio da exclusividade: é proibido incluir dispositivo na lei orçamentária que contenha matéria estranha ao seu objeto, conforme art. 165, § 8°, da Constituição brasileira.
- Princípio da unidade: numa única lei devem ser previstas todas as receitas e gastos dos três Poderes da União, seus órgãos, fundos e entidades da administração direta e indireta, existindo previsão para o orçamento de investimento nas empresas estatais federais e, ainda, o orçamento da seguridade social.
- Princípio da periodicidade ou Anualidade: para cada ano deve existir uma lei orçamentária (art. 165, III, da Constituição brasileira).
- Princípio da não afetação ou não vinculação: é um princípio destinado apenas aos impostos, que diz que é proibida a vinculação de receitas de impostos a órgão, fundo ou despesa, salvo algumas exceções legalmente previstas (art. 167, IV, da Constituição Federal).
- Princípio do equilíbrio: princípio contido na Lei de Responsabilidade Fiscal, em que os gastos são condicionados à arrecadação.
- Princípio da transparência: contido no art. 165, § 6°, da Constituição Federal de 1988.
- Princípio da publicidade: contido em vários dispositivos da Carta Magna brasileira.
- Princípio da quantificação dos créditos orçamentários: refere-se à proibição da concessão e utilização de créditos ilimitados.[6]

### Influências do Orçamento-programa
A partir da Lei nº. 4320/1964 e com o advento da Lei Complementar nº 101/2000, o orçamento ganhou mais "status" com a implementação do orçamento-programa, integrado aos sistemas de contabilidade pública. No direito administrativo brasileiro, o orçamento público é uma lei por meio da qual o Poder Legislativo autoriza o Poder Executivo, bem como outras unidades administrativas independentes -- como o Poder Judiciário, o Ministério Público, o Tribunal de Contas e o próprio Poder Legislativo -- a executar determinada despesa pública, destinada a cobrir o custeio do Estado ou a seguir a política econômica do país. Essa lei é de iniciativa exclusiva do Chefe do Executivo, que harmoniza as pretensões orçamentárias vindas dessas várias fontes, construindo uma única proposta de lei. Esse projeto de lei é submetido ao Poder Legislativo, que o discute, modifica, aprova e submete novamente ao Chefe do Executivo para sanção, como toda lei.
Se a receita do ano for superior à estimada (estima-se pelo produto da arrecadação dos tributos de competência do ente em questão), o governo encaminha à casa legislativa um projeto de lei pedindo autorização para incorporar e executar o excesso de arrecadação (créditos adicionais). Se as despesas superarem as receitas, o governo fica impossibilitado de executar o orçamento em sua totalidade, sendo obrigado a cortar despesas. Isso pode ser formalizado em ato administrativo do Chefe do Executivo ou autoridade por este delegada, mas também costuma ocorrer "informalmente", pela simples não liberação de verbas às unidades orçamentárias.
O Sistema de Planejamento Integrado, conhecido como Processo de Planejamento-Orçamento, baseia-se no Plano Plurianual (PPA), na Lei de Diretrizes Orçamentárias (LDO) e na Lei Orçamentária Anual (LOA).
Com o advento da Constituição Federal de 1988 o modelo de confecção do orçamento sofreu alterações com a introdução dos mecanismos supracitados.
Em que pese o orçamento público brasileiro ser autorizativo, com a edição das Emendas Constitucionais - ECs 86 e 100, a Constituição Federal de 1988 passou a contemplar duas hipóteses excepcionais em que o orçamento brasileiro passa a ser impositivo. A EC 86 determina impositividade às emendas individuais e a EC 100 determina impositividade às emendas de bancada.

## Orçamento público em Portugal
Em Portugal é apresentado pelo Governo à Assembleia da República, sob a forma de Proposta de Lei, até 15 de Outubro de cada ano. A apresentação do Orçamento de Estado é acompanhada pela Proposta de Lei das Grandes Opções do Plano. O debate destas iniciativas está sujeito a um processo legislativo especial.

### O Documento
Orçamento de Estado: documento que prevê e autoriza as receitas e as despesas a efectuar pelo Estado no ano seguinte.
- elaborado pelo Ministério das Finanças
- aprovado pelo Governo
- apresentado à Assembleia da República para discussão e aprovação final

No Orçamento existem 3 elementos:
- económico (previsão da atividade financeira)
- político (autorização para a realização dessa atividade)
- jurídico (controle legislativo dos poderes das administrações públicas no domínio financeiro)

Funções do Orçamento de Estado:
- adaptação das despesas às receitas
- limitação das despesas
- exposição do plano financeiro do Estado

Permite:
- gestão eficiente e racional dos dinheiros públicos
- definição de políticas financeiras, económicas e sociais

Despesas Públicas
- Despesas de Capital: são aquelas que são feitas na aquisição de bens duradouros que potencializam o aumento da capacidade produtiva do país. Realizam- se ao longo de um ano mas os seus efeitos perduram nos anos seguintes (Investimentos: estradas, pontes etc.; reembolsos de empréstimos)
- Despesas Correntes: são aquelas que têm de ser efectuadas para garantir o funcionamento normal da administração pública (salários da função pública, canetas, papel, transferências sociais)

Receitas públicas
- Correntes:
- Receitas Tributárias ou Coativas: fixadas através da Lei, tendo os particulares de se submeter às condições impostas (IVA, taxa sobre consumo de tabaco ISP)
- De Capital:
- Receitas Patrimoniais ou Voluntárias: correspondentes ao valor da venda pelo Estado aos particulares de uma parcela do seu património, sendo os preços fixados contratualmente
- Receitas Creditícias: resultantes da contracção de empréstimos
- Privatizações: resultantes da venda de empresas (ou partes de empresas) estatais

O imposto é uma prestação:
- coactiva: todos os cidadãos previstos na lei estam sujeitos ao seu pagamento
- pecuniária: prestação em dinheiro
- unilateral: o particular que paga o imposto não recebe diretamente nada em troca
- estabelecida por lei
- sem carácter de sanção: sem multas

Impostos Diretos: incidem sobre as fontes de rendimento e da riqueza (IRS, IRC etc..)
Impostos Indiretos: incidem sobre a utilização do rendimento das famílias e das empresas (IVA, ISP, imposto sobre consumo de álcool etc.)
Dívida Pública: montante acumulado dos empréstimos contraídos pelo Estado para cobrir défices de cada ano
- Dívida Pública Fundada: para fazer face ao desequilíbrio entre receitas e despesas correntes, só é amortizada nos anos seguintes.
- Dívida Pública Flutuante: para fazer face a desequilíbrios momentâneos de tesouraria, é amortizada até ao fim do exercício do ano corrente.

Critérios de Convergência Orçamental:
- Défice Orçamental inferior a 3% do PIBpm
- Dívida Pública inferior a 60% do PIBpm

Políticas Económicas, visam:
- promover o desenvolvimento económico
- proporcionar a criação de emprego
- garantir a estabilidade dos preços
- assegurar o equilíbrio das contas externas

Políticas Económicas Estruturais: aplicadas a longo prazo
Políticas Económicas Conjunturais: aplicadas a curto prazo
Política Orçamental:
- Políticas Fiscais: criação de impostos (IVA, IRS etc.)
- Políticas Redistributivas: com o objetivo de diminuir as desigualdades da distribuição dos rendimentos

### Política orçamental
É a utilização deliberada das receitas para alcançar objectivos específicos. A política orçamental consiste na utilização deliberada das receita e despesa do Estado para alcançar objetivos de política económica.

### Instrumentos de política orçamental
O governo utiliza a política orçamental para influenciar direta e indiretamente a procura agregada.
As rubricas orçamentais dividem em dois grupos, são eles:
- Consumo público: efeito direto na procura agregada.
- Elementos do sistema fiscal e redistributivo: efeito indireto na procura agregada.

#### Consumo público
O consumo público compreende o conjunto de despesas que o Estado faz em troca de um bem, ou de um serviço.
Os principais componentes do consumo público são:
- Remunerações dos funcionários públicos;
- Aquisições de bens e serviços, indispensáveis ao funcionamento dos organismos públicos;
- Investimentos públicos;
- Juros da dívida pública.

#### Elementos do sistema fiscal e redistributivo
Os elementos do sistema fiscal e redistributivo são os impostos (T) e as transferências sem contrapartida para o setor privado (Z), onde se incluem os vários subsídios a empresas e particulares e as várias pensões no âmbito da segurança social.

## Listas
- Lista de países por orçamento governamental